# Charlie Clouser
Charles Alexander Clouser o Charlie Clouser (Hanover, Nuevo Hampshire, 28 de junio de 1963) es un músico estadounidense y compositor musical de películas de suspense, terror y acción como Resident Evil, Saw, El Cuervo y Scream. Exintegrante de la banda Nine Inch Nails. Ha sido nominado tres veces al premio Grammy. Está casado con la modelo Zoe Wiseman desde 2007.

## Biografía

### Carrera como músico
Desde niño mostró interés por la música. Sabe tocar el teclado, batería, guitarra y es programador musical. Licenciado en Música por la Universidad de New Hampshire. Se ha destacado por su trabajo como ingeniero musical, mezclador y remezclador. Su primer sintetizador lo tuvo en 1979. Colaboró con la banda Burning Retina a finales de los 80. Conforma en 1990 un grupo llamado 9 ways to Sunday con quienes lanza un disco homónimo. En 1994 se integra a Nine Inch Nails (NIN) en donde fungirá como tecladista, además de tocar la batería y el theremin. Junto a ellos graba 10 discos, con los cuales obtienen 4 discos de platino. Abandona esta agrupación en el año 2000.
A la par de su tiempo en NIN, colabora con múltiples músicos y cantantes, como Rob Zombie, con quien comparte la nominación al premio Grammy junto a Alice Cooper por el tema "The One" en 1996. Repite la situación en 1997 con dos temas más: "Im your Boogie Man" con White Zombie y "Hands of Death (Burn baby, burn)" con Rob Zombie y Alice Cooper. También contribuyó al primer disco como solista de Rob Zombie, el cual alcanzó dos discos de platino. Se repitió la mancuerna en: The Great American Nightmare (1997), Hellbilly Deluxe (1998), Dragula (1998), Living Dead Girl (1999), American Made Music to Strip By (1999), Remix-a-Go-Go (1999), The Best of Rob Zombie (2006). En 1998 trabaja con Rammstein en su disco Stripped. En 2004 produce el álbum de Helmet, titulado Size Matters.
Como se ha mencionado, su talento lo ha llevado a trabajar con Marilyn Manson, Rammstein, Prong y White Zombie. Otros artistas a quienes ha apoyado son: 12 asaltos, A Perfect Circle, Alec Empire, Apartment 26, Black Light Burns, Collide, Deltron 3030, Die Krupps, Esthero, FAT, Foetus, Fuel, John Frusciante, Killing Joke, Kevin Greutert, Meat Beat Manifiesto, Puscifer, Radiator, Real McCoy y Russell Mulcatry, entre varios más.

### Carrera como compositor musical
Su trabajo lo llevó a contribuir en la composición musical de múltiples filmes. En 1994, junto a Trent Reznor compone la banda sonora de Natural Born Killers, historia original de Quentin Tarantino y dirigida por Oliver Stone. Compone la música de The Doom Generation en el año 1995. Al año siguiente realizará tres bandas sonoras más: Escape de Los Ángeles, de John Carpenter, Beavis and Butt-Head Do America y  The Fan. Más adelante llegará a realizar la banda sonora completa de El cuervo: ciudad de Ángeles. En 2003 año grabará la música de Inframundo. En 2004 se hizo cargo de musicalizar Collateral, protagonizada por Tom Cruise. En 2005 DeepWater  y en 2007 dirige la música de la tercera entrega de Resident Evil: Extinción. En 2009 compone la banda sonora del remake de The Stepfather.
Ha colaborado en reiteradas ocasiones con el director de cine James Wan, en películas como Death Sentence (Sentencia de muerte) en 2007, El títere (Dead silence) en el mismo año. Mención honorífica merece su aporte en la saga completa de Saw, de la cual destaca el clásico tema final: "Hello Zepp".
Clouser también ha trabajado para la televisión, donde musicalizó NUMB3RS, serie de la CBS, y Las Vegas de la NBC.